# 自动增益控制

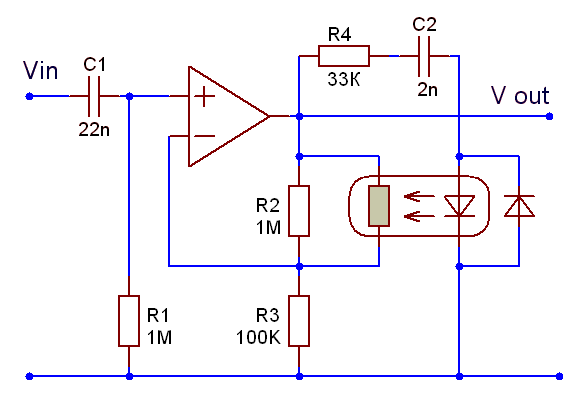
模拟电话网络中使用AGC的示意图，从输出级到增益的反馈是通过Vactrol电阻光电隔离器实现的。

自动增益控制（英語：Automatic gain control，简称AGC）是一种闭环反馈调节电路，应用于放大器或放大器链中，其目的是在输入信号幅度变化的情况下，保持输出信号的适当幅度。平均或峰值输出信号电平用于动态调整放大器的增益，从而使电路能够在更广泛的输入信号电平范围内正常工作。它被广泛应用于大多数无线电接收机中，用于平衡不同电台由于接收信号强度差异引起的平均音量（响度），以及单个电台由于衰落导致的信号变化。如果没有自动增益控制，AM接收机发出的声音会因信号强弱而出现明显波动；而AGC能有效地在信号强时降低音量，在信号弱时提高音量。在一般的接收机中，AGC的反馈控制信号通常取自检波器级，并用于控制中频或射频放大器级的增益。
待增益控制的信号（在接收机中是检波器的输出）通过一个二极管和电容器，生成一个跟随峰值的直流电压。该电压被送入射频增益块以改变其偏置，从而调整增益。一般来说，所有的增益控制级都位于信号检测之前，但通过在信号检测之后添加一个增益控制级，也可以改善增益控制效果。

## 应用实例

### AM接收机
1925年，Harold Alden Wheeler发明了自动音量控制（AVC）并获得了专利。 Karl Küpfmüller于1928年发表了一篇关于AGC系统的分析文章。到20世纪30年代初，大多数新型商用无线电接收机都配备了自动音量控制功能。
自动增益控制在AM接收机中不是线性关系。没有AGC的话，AM收音机的信号幅度和声音波形之间会保持线性关系——声音幅度（与响度相关）与无线电信号幅度成正比，因为信号中的信息内容是通过载波的幅度变化来传递的。如果电路线性性不够强，就无法以合理的保真度恢复调制信号。然而，接收到的信号强度会因发射机的功率、距离以及信号路径的衰减而有很大变化。AGC电路通过检测信号的整体强度并自动调整接收机的增益，防止接收机输出电平波动过大，从而使输出电平保持在可接受的范围内。对于非常弱的信号，AGC会使接收机在最大增益下工作，而随着信号增强，AGC会降低增益。
对于较弱的信号，降低接收机射频前端的增益通常是不利的，因为低增益会降低信噪比并导致电磁干扰。因此，许多AGC设计仅在信号较强时才降低增益。
由于AM检波二极管会产生与信号强度成比例的直流电压，这个电压可以反馈到接收机的前级以降低增益。此时需要一个滤波网络以确保信号的音频成分不会过度影响增益，从而避免有效调制深度的增加，导致声音失真。接收机可能配备更复杂的AVC系统，包括额外的放大级、独立的AGC检波二极管、针对广播和短波频段的不同时间常数，以及向接收机的不同级施加不同水平的AGC电压，以防止失真和交调干扰。AVC系统的设计对接收机的可用性、调谐特性、音频保真度以及在过载和强信号下的表现有很大影响。
尽管FM接收机有对幅度变化不太敏感的限幅器和检测器，它们仍然需要AGC，以防止在强信号下出现过载。

### 雷达
AGC的另一个相关应用是在雷达系统中，用于消除不需要的杂波回波。接收机的增益会自动调整，以保持整体可见杂波的恒定水平。虽然这无法帮助检测被更强杂波掩盖的目标，但确实有助于雷达区分强信号目标。过去，雷达AGC是通过电子电路控制的，现在则变为计算机软件控制。通过软件控制，AGC能够在特定检测单元内更精细地调整增益。同时许多雷达对抗措施也利用雷达的AGC来欺骗它，通过用伪造信号来“淹没”真实信号，使AGC将较弱的真实信号视为相对于强伪造信号的杂波。

### 音视频
音频磁带会产生一定的噪声。如果磁带上的信号电平较低，噪声就会更加突出，即信噪比会低于正常水平。为了在录音时尽可能减少噪声，录音电平应尽量设置得高一些，但又不能高到削波或失真。在专业的高保真录音中，电平是通过峰值指示仪手动设置的。当不需要高保真录音时，可以通过AGC电路设置合适的录音电平，随着平均信号电平的增加，AGC会降低增益。这样一来即使音源距离录音机麦克风较远，也能录制出清晰的语音录音。录像机也采用了类似的设计。
AGC 的一个缺点是，当录制响度变化较大的音乐（例如古典音乐）时，AGC会使安静段落变得更响，而响亮段落变得更安静，从而压缩动态范围；如果信号在播放时没有进行再扩展（如在压扩系统中），可能会导致音频质量下降。
有些开放式磁带录音机和盒式磁带录音机配备了AGC电路，而用于高保真的设备通常不使用AGC。
大多数录像机的电路利用垂直消隐脉冲的幅度来控制AGC。像Macrovision这样的视频复制控制方案正是利用这一点，在脉冲中插入尖峰信号，电视机会忽略其中大多数尖峰信号，但却会导致录像机的AGC过度修正，从而破坏录制效果。

### 语音控制增益调整设备
语音控制增益调整设备或音量控制增益调整设备（VOGAD）是一种用于麦克风放大的自动增益控制或压缩器。它通常用于无线电发射机，以防止过度调制，并减少信号的动态范围，从而提高平均传输功率。在电话系统中，这种设备接受各种输入幅度，并产生通常一致的输出幅度。
在其最简单的形式中，限幅器可以由一对背靠背的钳位二极管组成，当信号幅度超过二极管导通阈值时，二极管会将多余的信号幅度直接分流到地。这种方法会简单地剪掉强信号的峰值，导致较高的失真。
虽然削波限幅器通常作为防止过度调制的最后保护手段使用，但一个设计良好的VOGAD电路会主动控制增益量，以实时优化调制深度。除了防止过度调制外，它还会提升微弱信号的电平，从而避免欠调制。欠调制在嘈杂环境中会导致信号穿透能力差，因此VOGAD对无线电话等语音应用尤为重要。
一个良好的VOGAD电路必须具备非常快的反应时间，这样初始的强语音信号不会导致突发的过度调制。实际上，反应时间通常为几毫秒，所以有时仍需要一个削波限幅器来捕捉这些短暂的峰值信号。一般来说这类电路会采用较长的衰减时间，这样在自然语音的正常停顿期间，增益不会过快提升。如果衰减时间太短，那么每当语音间隙出现时，背景噪声电平会被提升。VOGAD电路通常被调整为在低输入电平下，信号不会被完全放大，而是遵循线性增益曲线。这种设置与降噪麦克风配合效果良好。

### 电话录音
用于录制电话双方对话的设备必须同时记录来自本地用户的相对较强的信号和来自远程用户的较弱信号，并使两者的音量相当。一些电话录音设备配备了自动增益控制，以确保录音质量达到可接受的水平。

### 生物方面
与工程中的许多概念一样，自动增益控制也存在于生物系统中，尤其是在感觉系统中。例如，在脊椎动物的视觉系统中，视网膜中的感光细胞中的钙动态调节增益以适应光照水平。在视觉系统的后续处理中，V1区的细胞被认为会相互抑制，从而对比度响应进行归一化，这也是一种自动增益控制。同样，在听觉系统中，橄榄耳蜗传出神经元是生物力学增益控制回路的一部分。